# Drombus
Drombus  es un género de peces de la familia Gobiidae.

## Especies
- Drombus globiceps (Hora, 1923)
- Drombus halei (Whitley, 1935)
- Drombus key (Smith, 1947)
- Drombus kranjiensis (Herre, 1940)
- Drombus lepidothorax (Whitley, 1945)
- Drombus ocyurus (Jordan & Seale, 1907)
- Drombus palackyi (Jordan & Seale, 1905)
- Drombus simulus (Smith, 1960)
- Drombus triangularis (Weber, 1909)